# Бад Нојштат ан дер Зале
Бад Нојштат ан дер Зале (њем. Bad Neustadt an der Saale) град је у њемачкој савезној држави Баварска. Једно је од 37 општинских средишта округа Рен-Грабфелд. Према процјени из 2010. у граду је живјело 15.669 становника. Посједује регионалну шифру (AGS) 9673114.

## Географски и демографски подаци
Бад Нојштат ан дер Зале се налази у савезној држави Баварска у округу Рен-Грабфелд. Град се налази на надморској висини од 242 метра. Површина општине износи 36,9 km². У самом граду је, према процјени из 2010. године, живјело 15.669 становника. Просјечна густина становништва износи 425 становника/km².

## Међународна сарадња
| Мјесто        | Држава               | Врста сарадње | Од    |
| ------------- | -------------------- | ------------- | ----- |
| Першор        | Уједињено Краљевство | партнерство   | 1979. |
| Фалез         | Француска            | партнерство   | 1969. |
| Оберпулендорф | Аустрија             | партнерство   | 1982. |
| Извор         |                      |               |       |